# Anatoli Georgijewitsch Iwanow-Smolenski
Anatoli Georgijewitsch Iwanow-Smolenski (russisch Анатолий Георгиевич Иванов-Смоленский, wiss. Transliteration Anatolij Georgijewič Iwanov-Smolenskij; * 5. Maijul. / 17. Mai 1895greg.; † 1982 in Moskau) war ein sowjetischer Psychiater und Pathophysiologe. Er erhielt 1950 den Stalinpreis für Medizin für seine Arbeiten über die Pathophysiologie und Psychotherapie.

## Leben
1917 beendete Iwanow-Smolenski sein Studium an der Petrograder Medizinisch-Chirurgischen Akademie (jetzt Militärmedizinische Akademie S. M. Kirow). Von 1918 bis 1920 arbeitete er als Assistenzarzt und Arzt im Zentralkrankenhaus der Roten Armee. 1919 wurde er Labor-Assistent Wladimir Michailowitsch Bechterews bei der Reflexologieabteilung des Instituts der Krankhaftigkeit. 1921 wechselte Iwanow-Smolenski in Iwan Petrowitsch Pawlows Laboratorium. In den 1920er Jahren arbeitete er dort an einem speziellen Thema. Zur gleichen Zeit arbeitete Iwanow-Smolenski als Arzt unter Leitung von Viktor Petrovitsch Osipow in einer Nervenheilanstalt der Militärmedizinischen Akademie. 1921 erwarb er die Promotion zum Doktor der Heilwissenschaften. Er stellte seine Dissertation Ausgestaltung der Lehre von Psychasthenie und der Erfahrung experimenteller psychophysiologischer Forschung fertig.
Anatoli Iwanow-Smolenski gründete das Institut für Physiologie und Pathologie der höheren Nerventätigkeit im Leningrader Staatlichen Pädagogischen Institut A. I. Herzen im Oktober 1880. Es war das erste derartige Institut in der Sowjetunion. Von 1931 bis 1945 leitete Iwanow-Smolenski eine psychiatrische Klinik bei dem Allunionsinstitut zum Studium der Versuchsmedizin. Besondere Aufmerksamkeit widmete Iwanow-Smolenski der Kinderpsychologie und der Entwicklungspsychologie. Er führte medizinische Experimente an Verwahrlosten und Heimkindern durch. Iwanow-Smolenski arbeitete als Berater in den vorgeschobenen Kriegslazaretten, einschließlich Kriegslazaretten in der eingekesselten Leningrad während des Zweiten Weltkriegs.
Nach dem Zweiten Weltkrieg leitete er die Moskauer Filiale des Instituts für Evolutionsphysiologie und Pathologie der höheren Nerventätigkeit I. P. Pawlow. 1952 wurde er Direktor des Instituts für höhere Nerventätigkeit, das zur Akademie der Wissenschaften der UdSSR gehörte. In den späten 1940er Jahren wurde er zum Mitglied der Sowjetischen Akademie der Heilwissenschaften gewählt. Am Lebensende durchforschte Iwanow-Smolenski die Asthenie.
Iwanow-Smolenski wurde im Januar 1982 auf dem Moskauer Kunzewoer Friedhof begraben.

## Titel und Ehrungen
- Professor, Doktor der Heilwissenschaften
- Pawlow-Preis (1942)
- Stalinpreis (1950)